# Chinon (Unternehmen)

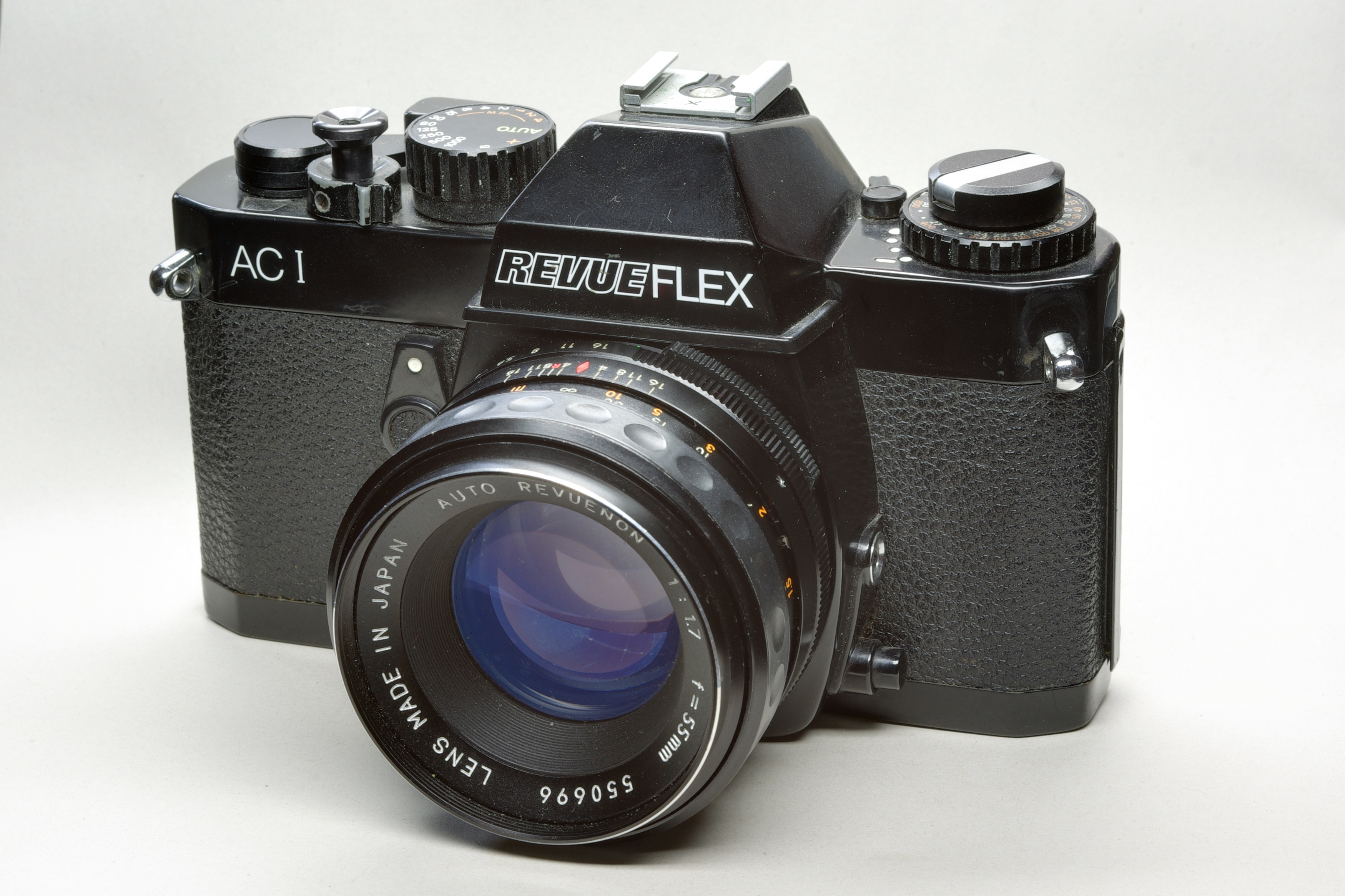
Spiegelreflexkamera CE-3 Memotron als Revueflex AC 1

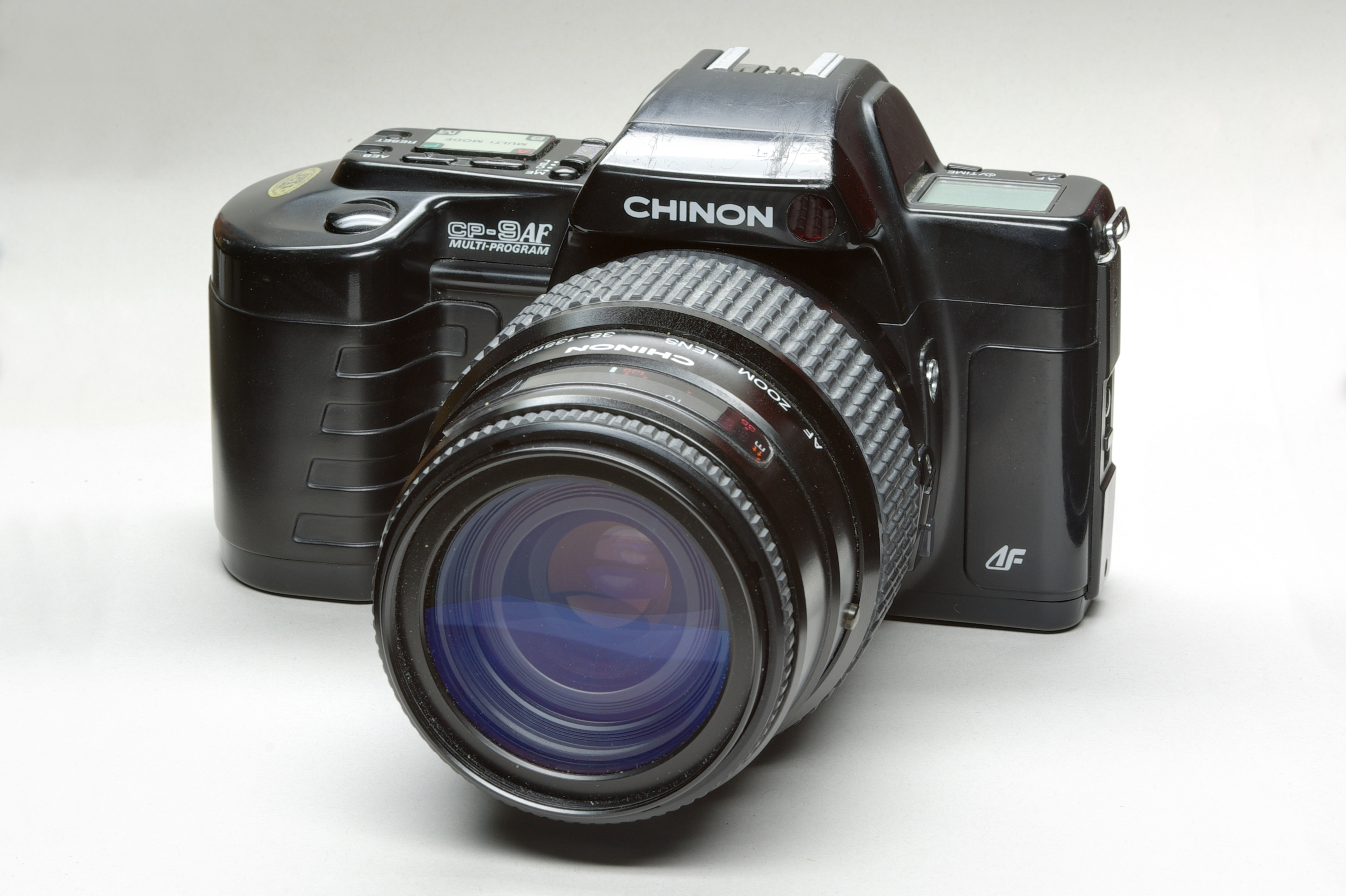
Spiegelreflexkamera CP-9 AF mit 35–135-mm-Autofokusobjektiv

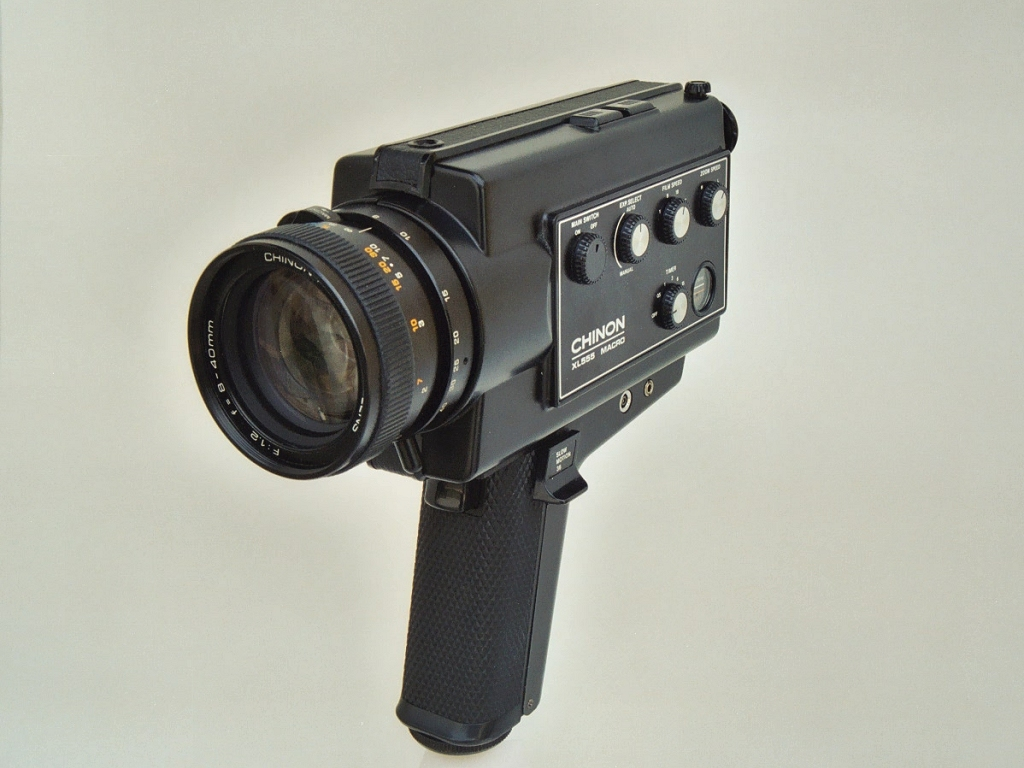
Super-8-Filmkamera XL 555 Macro

Chinon K.K. (japanisch チノン株式会社, Chinon Kabushiki kaisha, engl. Chinon Industries Inc.) war ein japanischer Kamerahersteller.
In Deutschland wurden Produkte von Chinon unter ihrem echten Namen exklusiv von der Photo-Porst-Kette verkauft, baugleich aber auch vom Versandhaus Quelle unter der Eigenmarke Revue bzw. Revueflex. Ebenso handhabten es der Schweizer Kamerahersteller Alpa und das amerikanische Warenhaus Sears. Agfa hatte äußerlich modernisierte Chinon-Spiegelreflexkameras unter dem Namen Agfa Selectronic im Programm.
Während die Modellgeschichte detailliert belegt ist, ist es die Firmengeschichte in den 1980er Jahren kaum. So wurde zwischenzeitlich Chinon als Tochterfirma von Minolta dargestellt (jedoch ohne erkennbare technologische Zusammenarbeit).

## Geschichte
Chinon wurde 1948 in Chino in der Präfektur Nagano gegründet. In den 1980er-Jahren wurde Chinon vor allem durch preiswerte Spiegelreflexkameras bekannt. Darüber hinaus wurden zahlreiche Kompakt- und Super-8-Kameras hergestellt.
Von 1988 bis 1995 produzierte Chinon auch CD-ROM-Laufwerke.
Chinon entwickelte später zahlreiche Digitalkameras für Kodak, die 1997 eine Mehrheitsbeteiligung erwarben und das Unternehmen 2004 komplett als K.K. Kodak Digital Product Center (株式会社コダックデジタルプロダクトセンター Kabushiki-gaisha Kodakku Dejitaru Purodakuto Sentā, engl. Kodak Digital Product Center, Japan Ltd.) übernahmen.
2006 verkaufte Kodak das Unternehmen an Flextronics. Flextronics, ein Electronic-Manufacturing-Services-Anbieter, gliederte das Unternehmen als Flextronics Digital Design Japan ein. Im März 2009 wurde das R&D-Center in Japan in ein Joint-Venture mit der Taiwaner Firma Asia Optical eingebracht, an dem Flextronics 20 % halten wird.

## Spiegelreflex-Kameras
Die Spiegelreflexkameras wurden zuerst mit M42-Objektivgewinde, später mit dem verbreiteten Pentax-K-Bajonett (PK-Bajonett) ausgestattet.
Chinon entwickelte Anfang der 1980er Jahre ein Autofokusobjektiv, das – anders als bei Pentax – die gesamte Steuerung und den Motor zum Scharfstellen enthielt. Dadurch waren die Autofokusobjektive für diese Kamera nicht mit denen von Pentax kompatibel, auch nicht mit den bei Pentax später hinzugekommenen Objektiven mit Powerzoom. Außerdem waren die Kontakte, die weitere Einstellungen zwischen Objektiv und Kamera übertragen, bei Chinon anders angeordnet als bei Pentax, so dass die Objektive zwar mechanisch gegenseitig ausgetauscht werden konnten, die neueren Funktionen (wie Erkennen und Einstellen der Blende oder der Brennweite) nicht nutzbar waren.
Eine Besonderheit früherer Chinon-Spiegelreflexkameras mit PK-Bajonett war der in der unteren bis mittleren Preisklasse ansonsten eher seltene Abblendhebel. Mit ihm ließ sich die Blende schon vor der Aufnahme zur Kontrolle der Schärfentiefe schließen. Damit eigneten sich bereits günstige Modelle für ambitionierte Amateurfotografen, die bei der Bildgestaltung gezielt die Schärfen- und Unschärfenverteilung als Gestaltungsmittel einsetzen wollten.
| Modell                 | Merkmale | Anschluss |
| ---------------------- | --- | --------- |
| M-1                    | | M42       |
| AM-3                   | Manuell: B, 1-1/1000, Selbstauslösehebel, Bj.wie CE-3 | M42       |
| SLR                    | | M42       |
| DSL                    | | M42       |
| CS                     | (schwarz und silber) baugleich Revueflex 2000 CL (silber) und 3000 SL (schwarz) | M42       |
| CS-4                   | baugleich: Revueflex SD-1. Manuell (B, min. 1/1000s), ohne Selbstauslöser, nur Auslöselicht | M42       |
| CM-1                   | baugleich: Argus CR-1, Revueflex SC1 | M42       |
| CM-2                   | | M42       |
| CM-3                   | | M42       |
| CM-4                   | baugleich: Agfa Selectronic 1, Revueflex SC2. Manuell (B, min. 1/1000s), ohne Selbstauslöser, nur Auslöselicht | PK        |
| CM-4s                  | baugleich: Revue SC3. Mit Selbstauslösehebel | PK        |
| CM-5                   | baugleich: Revue SC4, hergestellt von Cosina (erkennbar am Cosina-Auslöser) | PK        |
| CM-7                   | hergestellt von Cosina (erkennbar am Cosina-Auslöser). Manuell (B, 1/2000s, X=1/125s) | PK        |
| CX                     | | M42       |
| CX-1                   | | M42       |
| CX-II                  | | M42       |
| CE Memotron            | Zeit-Automatik, mit manuellen Zeiten (A, B, 1s-1/2000s, X) | M42       |
| CE-II Memotron         | Zeit-Automatik, mit manuellen Zeiten (A, B, 1s-1/2000s, X) | M42       |
| CA-4                   | Zeit-Automatik ohne manuelle Zeiten (A, B, X=1/125s mechanisch), mit Auslöselicht, baugleich: Revueflex ACX, Agfa Selectronic 2 | PK        |
| CA-4s                  | Zeit-Automatik, ohne manuelle Zeiten (A, B, X=1/125s mechanisch), mit Selbstauslösehebel, baugleich: Revue AX3 | PK        |
| CE-3 Memotron          | Zeit-Automatik, mit manuellen Zeiten (A, B, 4s-1/1000s, X), Bj.wie CM-3, baugleich: Revueflex AC1 | M42       |
| CE-4                   | Zeit-Automatik, mit manuellen Zeiten (A, B, 8s–1/1000s), mit Abblendhebel, ohne Blendenfenster, 3× LR44-Batterien mit 1,5V, baugleich: Revueflex AC2, Agfa Selectronic 3, Alpa Si3000, | PK        |
| CE-4s                  | Zeit-Automatik, mit manuellen Zeiten (A,B, 4s-1/2000), mit Blendenfenster, ohne AF-Kontakte, mit Abblendhebel, 2× LR44-Batterien mit 1,5V, baugleich: Revue AC3 | PK        |
| CE-5                   | Zeit-Automatik, mit manuellen Zeiten (A, B, min. 1/2000s, X=1/60s), mit Blendenfenster, AF-Kontakten, Abblendhebel, 2× LR44-Batterien mit 1,5V, Farben: schwarz und silber, Bj.wie CM-5, baugleich: Revue AC3s | PK        |
| CG-5                   | Zeit-Automatik (A, B, 4s-1/1000s, X=1/90s), ohne Blendenfenster, mit AF-Kontakten, Abblendhebel, 2× LR44-Batterien mit 1,5V, Farben: schwarz und silber | PK        |
| CP-5 Twin Program      | Programmautomatik (P1, P2, A, X, B, min. 1/1000s), ohne DX, mit zwei Zeittasten, Sucherbild (Blendenfenster, mit nur-LED-Licht für Belichtungsskala, Zeiten sind bei Dunkelheit nicht erkennbar), baugleich: Revue AC4 und Sears KSX-P Dual2 Program.                                                                     | PK        |
| CP-5s Twin Program     | s. o. (P1, P2, Avg, Spot, X, B, min. 1/1000s), mit DX-Erkennung, zwei Zeittasten, Sucherbild (Blendenfenster, Sucheranzeige mit LED-Belichtungszeiten), DIN/ASA-Werte klassisch in der Draufsicht erkennbar, baugleich: Revue AC4 SP                                                                                      | PK        |
| DP-5                   | Verchromte Ausführung der CP-5 | PK        |
| CP-X Program           | Programmautomatik (P, A, B, min. 1/1000s, X), Sucherbild (kein Blendenfenster, keine Zeiten), baugleich: Revue AC4 P1. | PK        |
| CP-6 Spot Twin Program | Programmautomatik, Spotmessung (P1, P2, Avg, Spot, B, min. 1/1000s), mit DX-Erkennung, zwei Zeittasten, Sucheranzeige (Blendenfenster, LED-Belichtungszeiten, Spot, P, Überbelichtung), DIN/ASA-Werte seitlich am optimierten DIN/ASA-Rad erkennbar, Belichtungskorrekturwerte in Draufsicht, baugleich: Revue AC4 SP DX. | PK        |
| CP-7m                  | baugleich: Revue AC5 Digital DX | PK        |
| CP-9AF                 | baugleich: Revue AC6 AF | PK        |
| Genesis                | GS-7 Zoom Macro Lens 35-80mm 1988 |           |
| Genesis II             | GS-8 Zoom Macro Lens 35-80mm 1989 |           |
| Genesis III            | GS-9 Macro Zoom Lens 38-110mm Mai 1990 |           |
| Genesis IV             | Macro Zoom Lens 38-135mm 1991 |           |
| GS135 Reflex Zoom      | Macro Zoom Lens 38-135mm 1992 |           |